# Cràter de Bòvtix

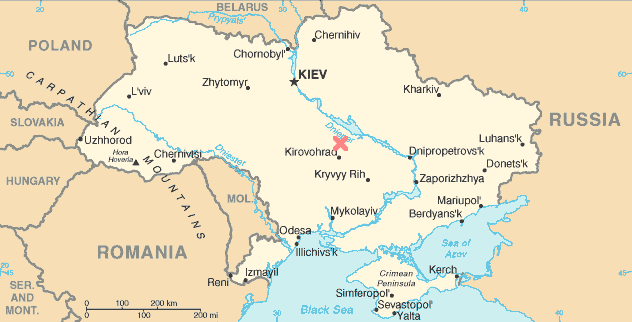
Localització del cràter Bovtix

El Cràter de Bòvtix és un cràter d'impacte situat a Ucraïna a l'Oblast de Kirovohrad. Té un diàmetre de 24 km i una edat de 65,17 ± 0.64 milions d'anys, segons la datació de l'argó. Es troba dins l'àmbit d'error de l'edat del cràter de Chicxulub de Mèxic i el límit Cretaci-Paleogen (límit K-Pg). Probablement l'impacte de Bòvtix va ocórrer milers d'anys abans de l'impacte de Chicxulub. Cosa que suggereix que l'extinció dels dinosaures podria haver estat produïda per múltiples impactes de meteors dins un ampli període fa uns 65 milions d'anys.

## Geologia
El cràter de Bòvtix està situat al centre d'Ucraïna dins la conca del Tiasmin, un afluent del riu Dniprò. Està envoltat per una capa de bretxa que s'estén per una superfície de 6.500 km² S'ha estimat que immediatament rere l'impacte el material ejectat va cobrir 25.000 km² amb una fondària d'1 metre o més i amb una fondària de 600 m en la vora del mateix cràter.
L'aixecament del centre del cràter fa uns 6 km de diàmetre i s'aixeca uns 550 m de la base del cràter. En l'actualitat aquest aixecament està cobert per 500 metres de sediment dipositat. Aquest cràter va ser descobert en la dècada de 1960 arran de l'exploració de dipòsits de petroli de pissarra.